# Reeve Township (comté de Franklin, Iowa)
Reeve Township est un township, du comté de Franklin en Iowa, aux États-Unis,.
Il est fondé en 1855 et nommé en l'honneur de J. B. Reeve, un pionnier.